# テザーカー

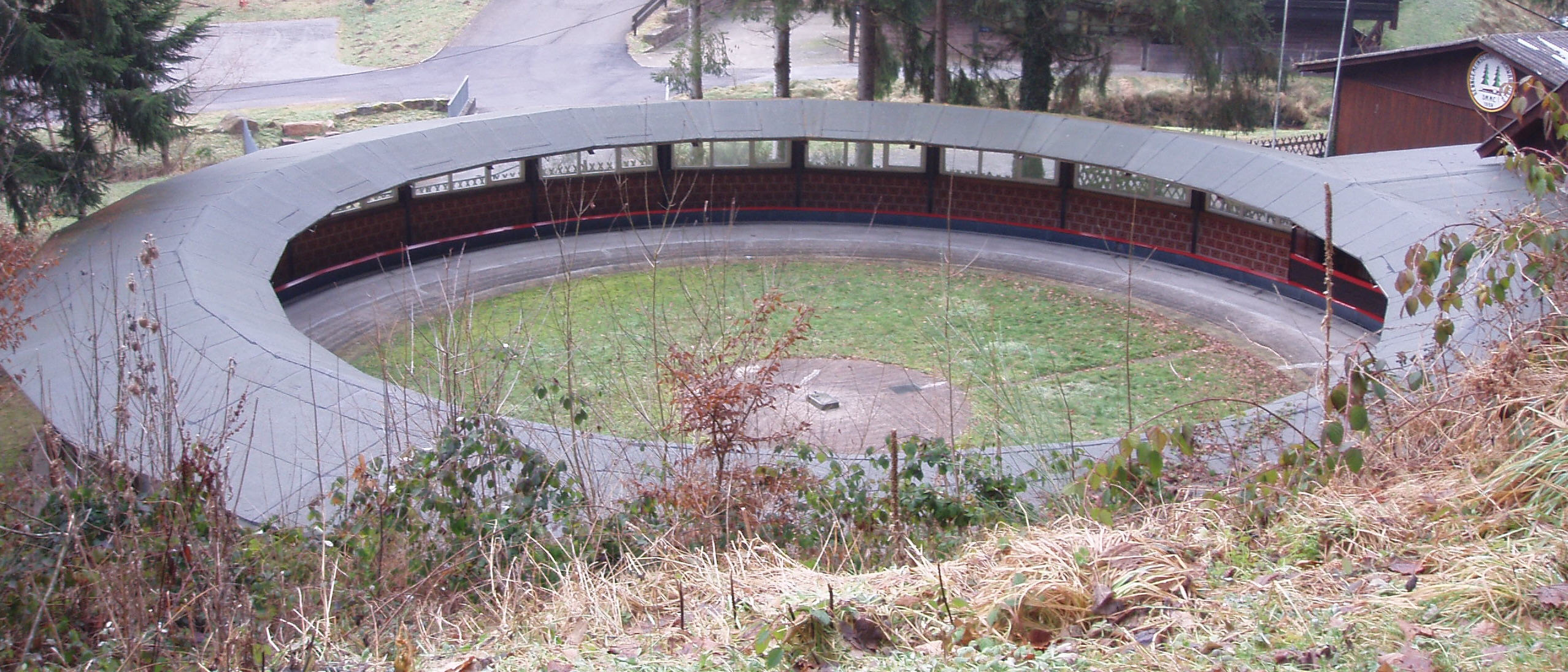
テザーカーのレーストラック

テザーカーとは原動機を搭載した初期の（ラジコンカーが登場する前の）競技用模型自動車である。

## 概要
寸法は、全長30〜60センチメートル、全幅7.5〜10センチメートル程度で、直径7.5〜10センチメートルのゴムタイヤで走行する。車体は鋳造の金属製(一般にマグネシウムかアルミダイキャストだが、グラスファイバーや木製もある)で、頑丈な駆動系を持つ。
エンジンはニトロまたはメタノールを燃料とし、排気量は1.5〜10cc。潤滑油としてひまし油を燃料に混合する点もラジコン用エンジンと同じである。
初期のエンジン(1960年代まで)は点火プラグタイプだったが、後にグローエンジンが使用されるようになった。2015年以降は、バッテリーで駆動する電気モーターを使用したものが登場した。
車体は金属製のケーブルで中心の柱に結ばれていて、直径19.9メートルの円形のコースを周回する。

## 歴史
テザーカーは1920年代〜30年代にかけて開発が始まり、今日なお製造が続けられており、レースに用いられるほか、コレクションの対象となっている。当初は職人による手作りであったが、後にDooling Brothers (California)、Dick McCoy (Duro-Matic Products)、BB Kornをはじめとする多くの事業者により少しずつ商品化されるようになった。1930年代から60年代に作られた初期型のものはコレクションの対象となり、愛好家の間で数千ドル以上の高値で取引されている。

## 現在
現在でもAmerican Miniature Racing Car Associationによりレースが行われており、ニューヨーク州、カリフォルニア州、インディアナ州にそれぞれレーストラックが設けられている。現在最速のものは時速320キロメートル以上で走行する。競技者は押しがけで走行を開始した後、どのタイミングで速度を測定するかを決める。競技者がボタンを押すと同時に8周（約500メートル）に要する時間の測定が開始される。時間は1/1000秒単位で測定される。

### 世界記録
| クラス           | 日付           | 運転手               | 速度    | 速度    |
| クラス           | 日付           | 運転手               | km/h    | mph     |
| ---------------- | -------------- | -------------------- | ------- | ------- |
| WMCR I (1.5cc)   | 2006年12月9日  | Jan-Erik Falk        | 268.697 | 166.961 |
| WMCR II (2.5cc)  | 2016年8月20日  | Torbjorn Johannessen | 285.711 | 177.533 |
| WMCR III (3.5cc) | 2017年3月4日   | Andrii Yakymiv       | 300.953 | 187.004 |
| WMCR IV (5cc)    | 2014年4月5日   | Tonu Sepp            | 317.124 | 197.057 |
| WMCR V (10cc)    | 2019年10月15日 | Ando Rohtmets        | 347.490 | 215.920 |